# Limbangan (Limbangan)
Limbangan is een bestuurslaag in het regentschap Kendal van de provincie Midden-Java, Indonesië. Limbangan telt 4670 inwoners (volkstelling 2010).